# خلأ قدرت
خلأ قدرت (انگلیسی: Power vacuum) در علوم سیاسی و تاریخ سیاسی، قیاسی است بین خلأ فیزیکی به شرط سیاسی زمانی که کسی در یک مکان قدرت، کنترل چیزی را از دست داده و هیچ‌کس جایگزین او نشده‌است. این وضعیت زمانی رخ می‌دهد که یک حکومت هیچ قدرت مرکزی قابل شناسایی یا اقتداری نداشته باشد. تشبیه فیزیکی نشان می‌دهد که در خلاء قدرت، نیروهای دیگر تمایل دارند به محض ایجاد این خلاء «عجله کنند» تا خلاء را پر کنند، شاید در قالب یک شبه‌نظامی مسلح یا شورشیان، نیروی نظامی، کودتا، جنگ‌سالاری یا دیکتاتوری. این اصطلاح اغلب در جرائم سازمان‌یافته زمانی که یک خانواده‌های تبهکار در برابر رقابت آسیب‌پذیر می‌شود، استفاده می‌شود.